# بطولة أوروبا لكرة الماء 1934
بطولة أوروبا لكرة الماء 1934 كان الموسم الرابع من بطولة أوروبا لكرة الماء، وجرت المنافسات في ماغديبورغ ألمانيا، ونظمت من قبل الاتحاد الأوروبي للسباحة.

## النتائج
| م       | المنتخب       |
| ------- | ------------- |
| ذهبية   | المجر         |
| فضية    | ألمانيا       |
| برونزية | بلجيكا        |
| 4       |               |
| 5       | إيطاليا       |
| 6       | فرنسا         |
| 7       | إسبانيا       |
| 8       | تشيكوسلوفاكيا |
| 9       | هولندا        |
| 10      |               |